# Cneoranidea melanocephala
Cneoranidea melanocephala is een keversoort uit de familie bladkevers (Chrysomelidae). De wetenschappelijke naam van de soort werd in 1997 gepubliceerd door Yang in Li, Zhang & Xiang.